# Andrej Makarevič
Andrej Makarevič (Moskva, 11. prosinca 1953.) je ruski pjevač i osnivač rock-grupe Mašina vremeni (Машина времени).